# 荒木紀一
荒木 紀一  (あらき きいち、1940年11月11日 - ) は、日本の陸上競技選手。1964年東京オリンピック陸上日本男子円盤投代表候補選手 (膝の故障により出場断念)。円盤投男子元日本記録保持者。静岡県浜松市出身。中央大学法学部法学科卒業。